# گئورگ تر-هوهانیسیان
گئورگ دبیر پالاتی (تر-هوهانیسیان) (ارمنی: Գեորգ Դպիր Պալատացի (Տեր-Հովհաննիսյան)؛ انگلیسی: Ter Hovansiyan؛ ۱۷۳۷ ۱۸۱۲) فرهنگ‌نویس، مترجم، تاریخ‌نگار، خاورشناس و ایران‌شناس اهل ارمنستان بود. به زبان‌های زبان ارمنی، زبان ترکی استانبولی، زبان عبری، زبان یونانی، لاتین، زبان عربی و زبان فارسی تسلط دارد.

## زندگی‌نامه
گئورگ تر-هوانسیان. گنجینهٔ ادبی ارزشمندی که از او به یادگار مانده در تاریخ خاورشناسی ارمنی بی مانند است. از جمله آثار علمی ارزشمند وی، فرهنگ فارسی-ارمنی است که نخستین واژه‌نامه در نوع خود است. از ویژگی‌های این فرهنگ یکی آن است که آگاهی‌های فراوانی دربارهٔ خدایان باستان، افسانه‌ها، امثال و حکم و قهرمانان اساطیری ایران در آن آمده است. در این فرهنگ برای هر واژه معانی گوناگون داده شده است. افزون بر آن، نمونه‌هایی از اشعار شاعران قدیم ایران نیز به فارسی و با حروف ارمنی در آن آمده است که در به دست دادن نمونه‌های شعر پارسی همراه با مجموعه‌ای از ترجمهٔ این آثار به ارمنی که غالباً نخستین بار به ادب‌دوستان ارمنی معرفی گردیده در نوع خود بی‌مانند است؛ مثلاً در این فرهنگ برای نخستین بار ترجمهٔ آثاری از سعدی به ارمنی آمده است. همچنین گئورگ دبیر به تدوین کتب درسی زبان‌های فارسی و عربی، دستور زبان فارسی و کتب تاریخی همت گماشته است. وی در اواخر سدهٔ هجدهم میلادی ایران‌شناسی نوین را در میان ارمنی‌ها به راه انداخت و زمینه را برای پیشرفت آن در سدهٔ نوزدهم میلادی آماده ساخت.
از دیگرش آثارش:
- ترجمهٔ کتاب تنسوخ‌نامهٔ ایلخانی تألیف خواجه نصیرالدین توسی (۶۷۲ ق) که دارای آگاهی‌های فراوان دربارهٔ واحدهای اندازه‌گیری و اوزان ایران، سنگ‌های گران‌بها، سکه‌ها و … است؛
- کلید ستارگان که ترجمه‌ای از کتاب عبدالعزیز بن عبدالرحمان تبریزی (ستاره‌شناس و گاهنامه‌شناس ایرانی در سدهٔ پانزدهم میلادی) است.